# Die Welt ist voll Licht
Albums de Nana Mouskouri
Sieben schwarze Rosen
(1975) Nana Mouskouri singt die schönsten deutschen WeihnachtsLieder
(1977)
Singles
1. Die Welt ist voll Licht
Sortie : 1976
2. Schau mich bitte nicht so an
Sortie : 1977

Die Welt ist voll Licht est un album de chansons germanophones de la chanteuse grecque Nana Mouskouri sorti en Allemagne en 1976 et publié par Philips. La distribution de l'album est assurée par Phonogram. 

## Chansons de l'album
| 1.          | Wenn ich glaube, du liebst mich nicht mehr | Albert Hammond, Michael Edward Hazlewood, Frank Dostal | 3 min 08 s |
| 2.          | Heimliche Liebe                            | John Denver, Miriam Frances                            | 4 min 36 s |
| 3.          | Ich tu's für dich                          | Alain Goraguer, Claude Lemesle, Michael Kunze          | 3 min 57 s |
| 4.          | In dieser Nacht                            | John Ceiriog Hughes, Brigitte Otto                     | 2 min 59 s |
| 5.          | So wie die Mühlen im Winde sich drehn      | Georges Petsilas, Michel Jourdan, Günter Loose         | 2 min 43 s |
| 6.          | Schau mich bitte nicht so an               | Louiguy, Edith Piaf, Ralph Siegel, H. Doll             | 3 min 42 s |
| 7.          | Die Welt ist voll Licht                    | Claude Lemesle, Alain Goraguer, Ralf Arnie             | 3 min 41 s |
| 8.          | Wenn du auch gehst                         | Nikos Lavranos, Michel Jourdan, Ralf Arnie             | 4 min 01 s |
| 9.          | Auf der Heide blüh'n die letzten Rosen     | Robert Stolz, Bruno Balz                               | 3 min 05 s |
| 10.         | Das Meer erzählt so viel von dir           | Georges Petsilas, Peter Delano, Günter Loose           | 3 min 25 s |
| 11.         | Wenn die Glocken hell erklingen            | Wolfgang Murmann, H. G. Moslener                       | 4 min 22 s |
| 12.         | Hartino to Fengaraki                       | Manos Hadjidakis, Nikos Gatsos                         | 3 min 30 s |
| 43 min 37 s |                                            |                                                        |            |

## Classements
| Pays      | Meilleure position | Certification | Ventes  |
| --------- | ------------------ | ------------- | ------- |
| Allemagne | 14                 | or            | 250 000 |
| Autriche  | 5                  |               |         |